# Birmania ai Giochi della XXVIII Olimpiade
La Birmania partecipò ai Giochi della XXVIII Olimpiade, svoltisi ad Atene, Grecia, dal 13 al 29 agosto 2004, con una delegazione di 2 atleti impegnati in due discipline.

## Risultati

### Sollevamento pesi
| Atleta        | Evento           | Strappo   | Strappo    | Slancio   | Slancio    | Totale | Classifica |
| Atleta        | Evento           | Risultato | Classifica | Risultato | Classifica | Totale | Classifica |
| ------------- | ---------------- | --------- | ---------- | --------- | ---------- | ------ | ---------- |
| Nan Aye Khine | −48 kg femminile | 82,5      | =4ª        | 107,5     | =4ª        | 190    | dq         |

### Tiro con l'arco
| Atleta           | Evento                | Turno di qualificazione | Turno di qualificazione | Turno 1                            | Turno 2              | Ottavi di finale     | Quarti di finale     | Semifinali           | Finale / FB          | Finale / FB     |
| Atleta           | Evento                | Punteggio               | Pos.                    | Avversaria Punteggio               | Avversaria Punteggio | Avversaria Punteggio | Avversaria Punteggio | Avversaria Punteggio | Avversaria Punteggio | Posizione       |
| ---------------- | --------------------- | ----------------------- | ----------------------- | ---------------------------------- | -------------------- | -------------------- | -------------------- | -------------------- | -------------------- | --------------- |
| Thin Thin Khaing | Individuale femminile | 622                     | 38ª                     | Sobieraj (POL) P 151 (33)–151 (35) | Non qualificata      | Non qualificata      | Non qualificata      | Non qualificata      | Non qualificata      | Non qualificata |